# Sẻ đồng đầu xám
Sẻ đồng đầu xám, tên khoa học Emberiza fucata, là một loài chim trong họ Emberizidae. Chúng được Pallas phân loại vào năm 1776.

## Tham khảo

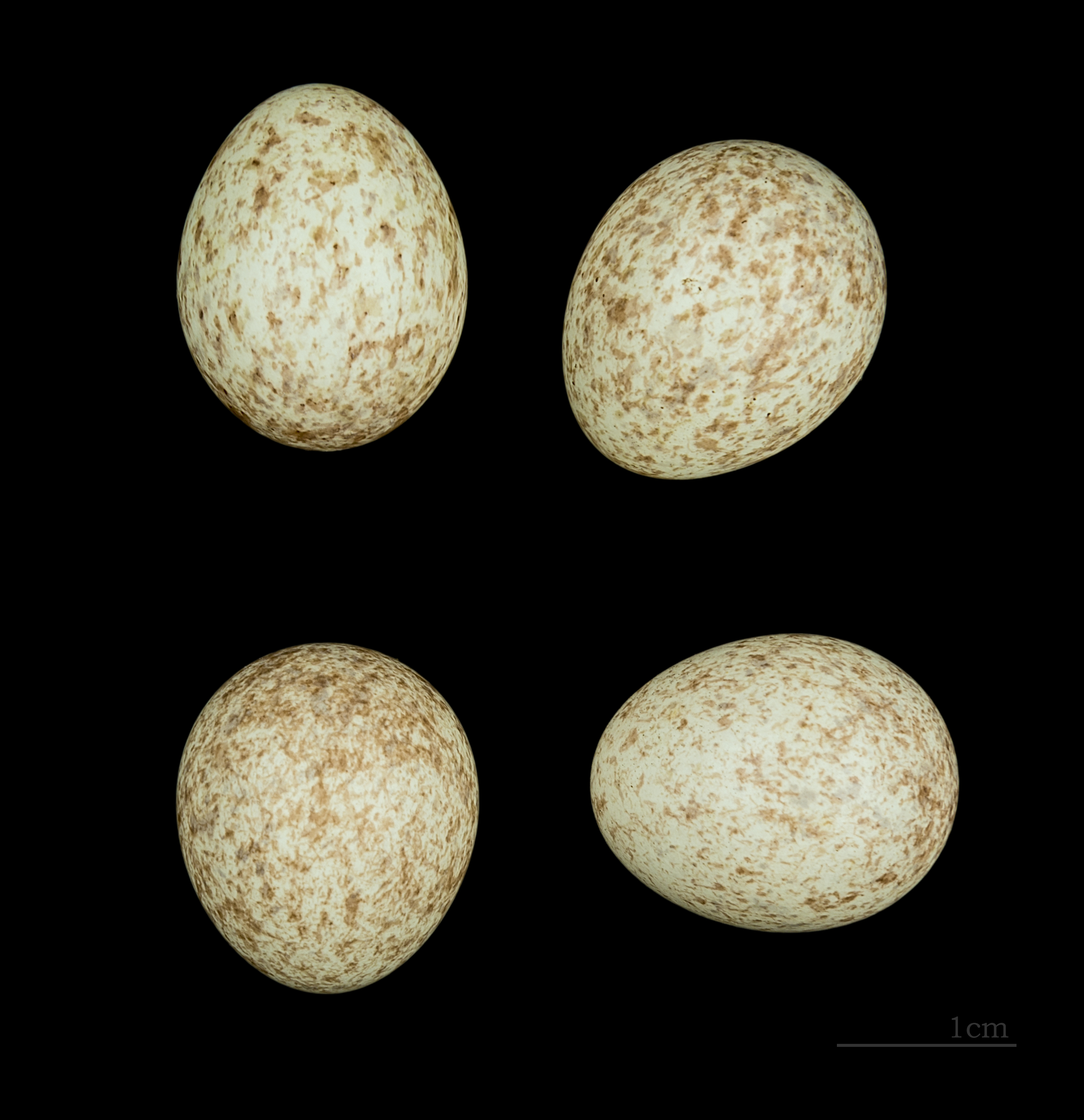
Trứng chim Emberiza fucata